# دی‌سولفور دی‌کلرید
دی‌سولفور دی‌کلرید (به انگلیسی: Disulfur dichloride) با فرمول شیمیایی S۲Cl۲ یک ترکیب شیمیایی با شناسه پاب‌کم ۲۴۸۰۷ است. که جرم مولی آن 135.04 g/mol می‌باشد. شکل ظاهری این ترکیب، مایع زرد است.